# Dráchov
Dráchov (německy Drachau) je obec v okrese Tábor v Jihočeském kraji. Žije v ní 222 obyvatel.

## Historie
První písemná zmínka o Dráchovu pochází z roku 1257, kdy byl majitelem vesnice Jindřich z Dráchova. Pod Dráchovem se na řece Lužnici nacházel brod, který býval součástí obchodní stezky z Čech do Rakouska. Do prosince roku 2014 zde stál železný silniční most (dlouhá léta známý svojí dřevěnou mostovkou), který se nacházel po proudu od Dráchovského jezu u mlýna Fousek. Ten však již nevyhovoval a proto byl nahrazen mostem novým.
V letech 1850–1879 k obci patřil Žíšov.

## Přírodní poměry
Vesnice se nachází necelý jeden kilometr západně od silniční křižovatky (U sloupu) Praha – České Budějovice (E55) a Jindřichův Hradec – Bechyně, od 28. června 2013 tudy vede také dálnice D3. U křižovatky je také železniční zastávka Řípec-Dráchov.
Na levém břehu Lužnice se severovýchodně od vesnice nachází přírodní rezervace Dráchovské tůně a na jižním okraji Dráchovské louky.

## Obyvatelstvo
| Rok            | 1869 | 1880 | 1890 | 1900 | 1910 | 1921 | 1930 | 1950 | 1961 | 1970 | 1980 | 1991 | 2001 | 2011 | 2021 |
| -------------- | ---- | ---- | ---- | ---- | ---- | ---- | ---- | ---- | ---- | ---- | ---- | ---- | ---- | ---- | ---- |
| Počet obyvatel | 530  | 540  | 495  | 552  | 583  | 578  | 575  | 425  | 408  | 388  | 331  | 255  | 260  | 270  | 217  |
| Počet domů     | 78   | 81   | 82   | 85   | 91   | 93   | 111  | 112  | 109  | 107  | 102  | 118  | 118  | 122  | 124  |

## Pamětihodnosti
Dominantou obce nad řekou Lužnice je zdáli viditelná věž kostela svatého Václava, původně gotického, v němž jsou uloženy náhrobky pánů z Dráchova.
Na severním okraji vesnice stojí bývalá dráchovská tvrz ze 14. století, na které roku 1353 sídlil Oldřich z Dráchova. Panským sídlem přestala být na počátku šestnáctého století a později byla upravena na sýpku.

## Osobnosti
- Václav z Dráchova (1395–1469), kněz a kazatel v pražské Betlémské kapli
- Jindřich Vichra (1918–1944), básník, spolupracovník komunistického odboje během protektorátu
- Jiří Kopáček (* 1957), předseda Českomoravského svazu mlékárenského
- Jan Mládek (* 1960), ekonom a politik
- Jiří Přibyl (* 1975), basista a sólista Moravského divadla Olomouc

## Galerie

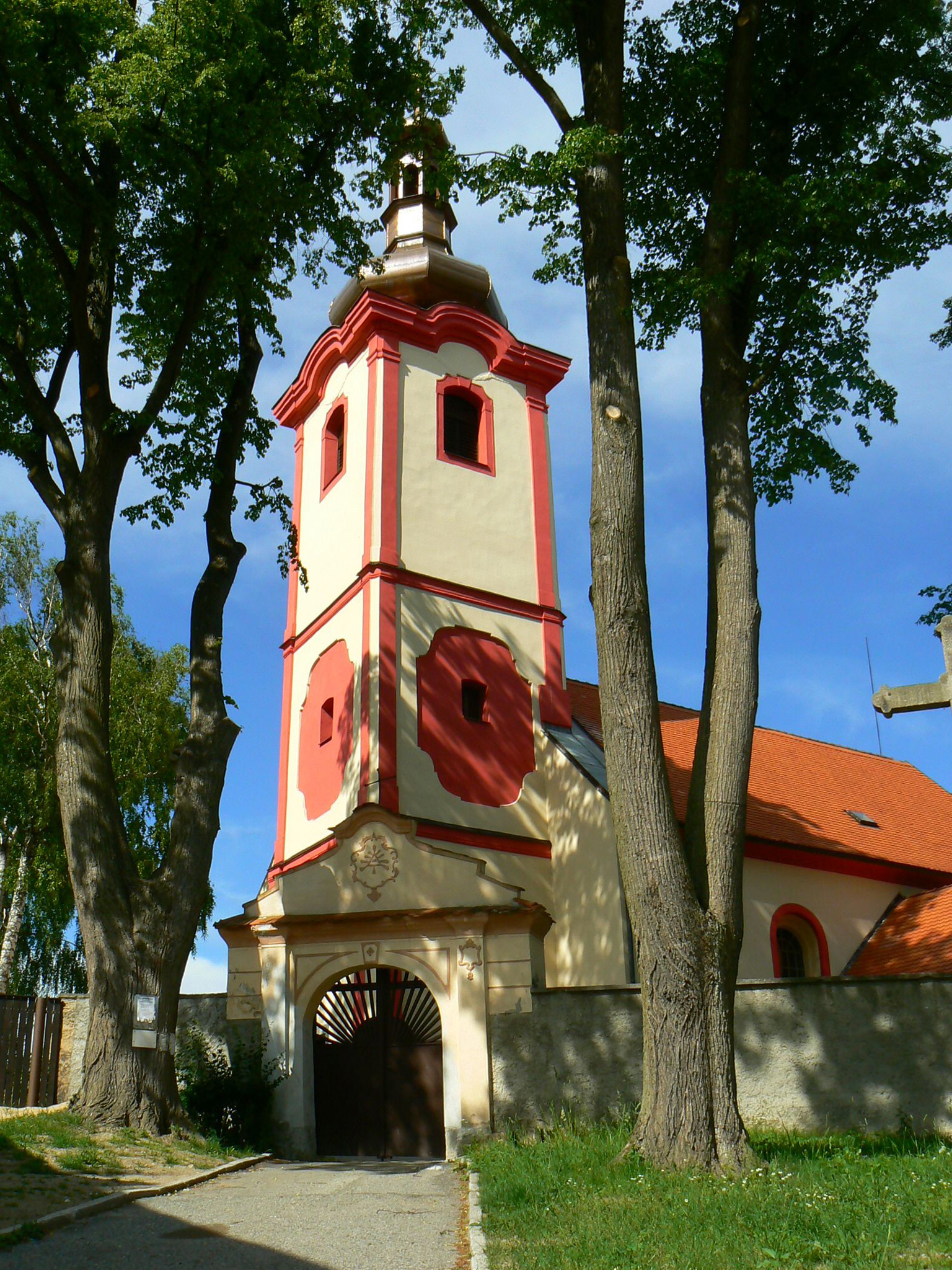
kostel svatého Václava
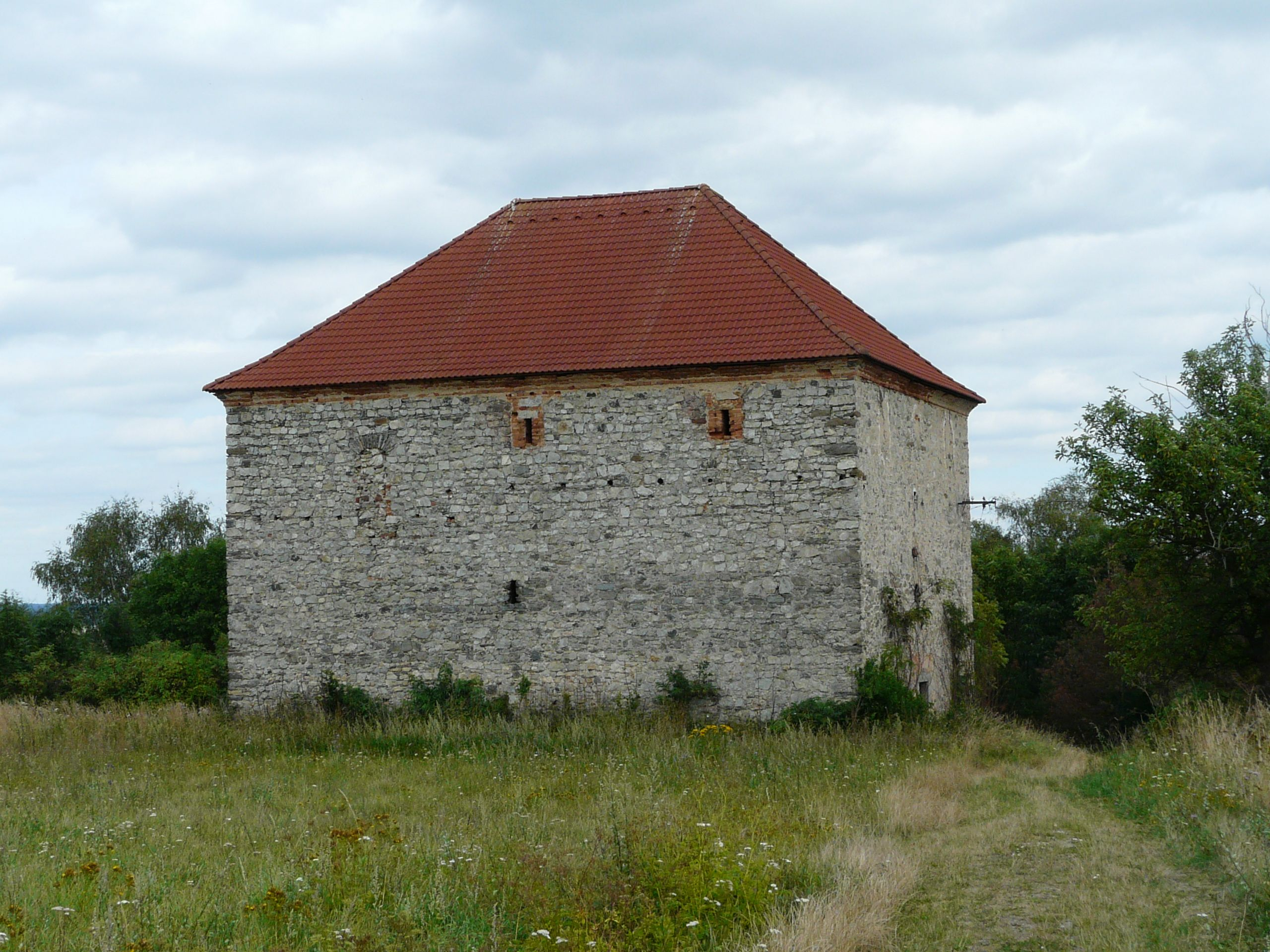
tvrz Dráchov
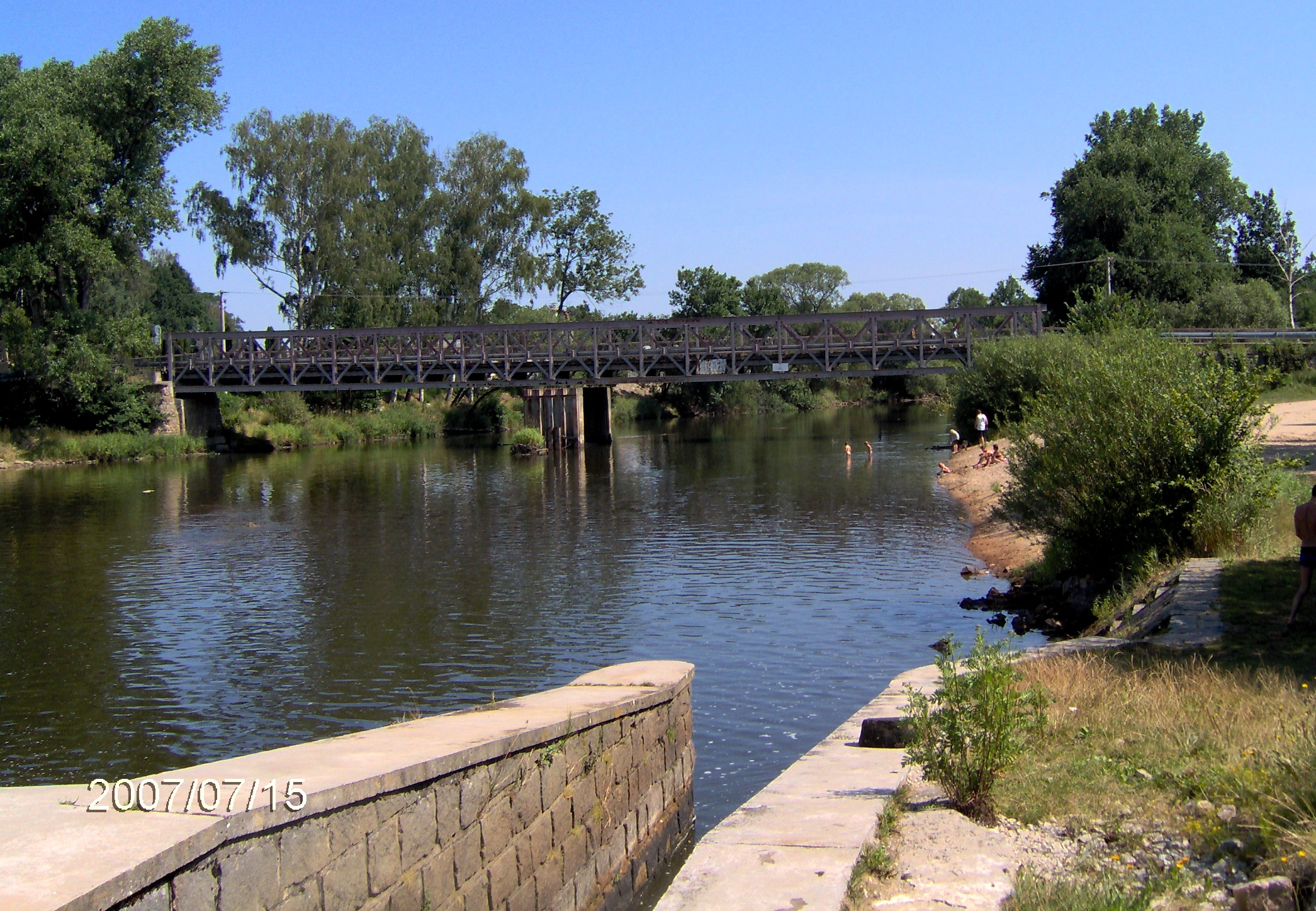
železný most přes Lužnici